# Šimon Žlutický
Šimon Žlutický (16. století? Rakovník – 1626 Rakovník) byl český literát a obchodník v Rakovníku, kde zastával i funkce písaře a primátora.
Narodil se v Rakovníku, jeho otec brzo zemřel a o Šimona se starali David Crinitus z Hlavačova a Jan Malinovský jako jeho poručníci. Absolvoval pražskou univerzitu a od roku 1589 působil jako druhý rakovnický písař (prvním byl David Crinitus). Později se stal i primátorem města, kromě toho provozoval obchod se stavebním materiálem a půjčoval peníze. Byl také kulturně činný, propagoval český jazyk a tajně sympatizoval s Jednotou bratrskou. Žlutického druhá žena Sibyla po jeho smrti odmítla přestoupit ke katolictví, zřekla se dědictví a odešla z Rakovníka za hranice země.